# 雪莉 (麻薩諸塞州普查規定居民點)
雪莉（英語：Shirley）是位於美國麻薩諸塞州米德爾塞克斯縣的一個普查規定居民點。

## 人口
根據2020年美國人口普查的數據，雪莉的面積為3.46平方千米，當中陸地面積為3.41平方千米，而水域面積為0.04平方千米。當地共有人口1611人，而人口密度為每平方千米465.61人。